# Jacek Daniluk
Jacek Andrzej Daniluk (ur. 1 września 1961 w Kwidzynie, zm. 6 września 1986 w Poznaniu) – jeździec, olimpijczyk z Moskwy 1980).
Specjalista w WKKW. Jako junior w 1977 roku na koniu Prom zdobył w drużynie brązowy medal w WKKW na  mistrzostwach Europy. W roku 1978 i 1979 był mistrzem Polski juniorów w ujeżdżeniu (rok 1978 na koniu Szaman) oraz w WKKW (rok 1979 na koniu Herbatnik). Reprezentował barwy Nadwiślanina Kwidzyn.
Podczas igrzysk olimpijskich w Moskwie nie został sklasyfikowany zarówno indywidualnie (dyskwalifikacja podczas próby terenowej) jak i w drużynie (zdekompletowanie drużyny).
Jako senior był dwukrotnym wicemistrzem Polski (1985, 1986) we Wszechstronnym Konkursie Konia Wierzchowego.
Zginął na hipodromie Wola w Poznaniu, przygnieciony przez konia, podczas krosu zawodów WKKW.